# ماتيوس بيكسوتو
ماتيوس بيكسوتو (بالبرتغالية: Matheus Peixoto) هو لاعب كرة قدم برازيلي في مركز الهجوم، ولد في 16 نوفمبر 1995 في كابو فريو في البرازيل. لعب مع نادي جوفنتودي.

## وصلات خارجية
- ماتيوس بيكسوتو على موقع رابطة كرة القدم اليابانية للمحترفين (اليابانية)
- ماتيوس بيكسوتو على موقع إي إس بي إن إف سي (الإنجليزية)
- ماتيوس بيكسوتو على موقع قاعدة بيانات كرة القدم.إي يو (الإنجليزية)
- ماتيوس بيكسوتو على موقع Soccerway.com (الإنجليزية)
- ماتيوس بيكسوتو على موقع عالم كرة القدم.نت (الإنجليزية)